# 東隆眞
 東 隆眞 （あずま りゅうしん、1935年12月20日 - 2022年5月17日）は、日本の仏教学者（文学博士、元駒沢女子大学学長、同名誉教授）、曹洞宗の僧侶（大乗寺山主、同専門僧堂堂長）。専門は曹洞宗学（瑩山紹瑾・徹通義介）。

## 略歴
- 1935年、京都府丹波市の真言宗寺院に生まれる
- 1953年、徳島県の成満寺にて渡辺頼応に師事して出家
- 1954年、總持寺で修行
- 1956年、駒澤大学仏教学部禅学科に入学
- 1960年、同学部卒業、同大学院進学
- 1962年、同修士課程修了し、駒沢学園女子中学校教諭に就任
- 1964年、大乗寺山主松本龍潭に嗣法
- 1977年、山口県弥勒寺住職となる
- 1982年、駒沢学園学監に昇任
- 1985年、山口県松兼寺住職に転任
- 1987年、文学博士号を授与される（乙種、駒澤大学）
- 1990年、女子中学校・高等学校校長に昇任
- 1995年、駒沢女子短期大学長・駒沢女子大学学長に就任
- 2002年、同学長を退任、名誉教授となる、大乗寺山主に就任
- 2003年、大乗寺専門僧堂堂長に就任
- 2004年、善寳寺僧堂師家を兼任
- 2022年、大乗寺にて遷化

### 受賞歴
- 1969年、日本印度学仏教学会賞
- 1995年、東京都功労者

## 著書
- 『道元小事典』（春秋社、1982年）
- 『洞谷記に学ぶ - 日本初期曹洞宗僧団の胎動』（曹洞宗宗務庁、1982年）
- 『わが家の宗教　曹洞宗』（大法輪閣、1983年）
- 『曹洞宗信行教典』（鎌倉新書、1984年）
- 『正法眼蔵随聞記に聞く』（教育新潮社、1985年）
- 『誓願に生きる』（曹洞宗宗務庁、1990年）
- 『太祖瑩山禅師』（国書刊行会、1996年）
- 『仏陀から道元への道 - インド・ネパール仏蹟巡礼記』（国書刊行会、2000年）
- 『禅と女性たち』（青山社、2000年）
- 『日本の仏教とイスラーム』（春秋社、2002年）
- 『信心銘拈提を読む』（春秋社、2003年）
- 『大乘寺を開いた徹通義介禅師』（久松文雄絵、大乗寺、2005年）
- 『『坐禅用心記』に参ずる』（大法輪閣、2007年）
- 『敬礼 - 大乘寺開山徹通義介禅師 - 貧<節倹と陰徳>の家風に学ぶ』（大乗寺、2007年）

### 翻訳
- 『伝光録 - 現代語訳』（大蔵出版、1991年）
- 『道元禅師全集16 宝慶記 正法眼蔵随聞記』（春秋社、2003年）、他は伊藤秀憲訳註。原文対照現代語訳

### 編著
- 『正法眼蔵随聞記 - 五写本影印』（道元著、圭文社、1980年）
- 『徹通義介禅師研究』（大乗寺・大法輪閣、2006年）
- 『大乘寺開山徹通義介禅師関係資料集』（大乗寺・春秋社、2008年）

### 共編著
- 『道元の二十一世紀』（奈良康明との共編著、東京書籍、2001年）

### 訓注・解説
- 『瑩山禅師清規』（瑩山紹瑾著・鏡島元隆監修・校閲、大法界閣書店、1974年）

### 博士論文
- 『初期日本曹洞宗学思想史上の諸問題』（文学博士、駒澤大学、1987年、乙種）

### 論文
- CiNii>東隆眞
- INBUDS>東隆眞

## 記念論集
- 『禅の真理と実践 - 東隆眞博士古稀記念論集』（春秋社、2005年）